# Брахмачарини
Брахмачарини (санскр. ब्रह्मचारिणी) — слово, которое означает преданную ученицу, которая живет в ашраме со своим гуру вместе с другими учениками. Это также имя второго аспекта богини Дурги. Богине поклоняются во второй день Наваратри (девять божественных ночей Навадурги). Богиня Брахмачарини носит белые одежды, в правой руке держит джапа-мала, а в левой руке камандал, сосуд для воды.

## Этимология
Слово «Брахмачарини» происходит от двух санскритских корней:
1. «Брахма» (санскр. ब्रह्म, сокращенние от «Брахман») означает «единый самосущный Дух, Абсолютная Реальность, Универсальное Я, Личный Бог, священное знание».[3][4]
2. «чарини» - это женская версия слова «чарья» (санскр. चर्य), что означает «занятие, участие, действие, поведение, поведение, следование, продвижение, продвижение».[5]

Слово «брахмачарини» в ведических текстах означает женщину, стремящуюся к священному религиозному знанию.

## Легенда
Согласно разным версиям её истории, богиня Парвати решает выйти замуж за Шиву. Её родители узнают о ее желании, отговаривают ее, но она преследует то, что хочет, и занимается аскезами около 5000 лет. Тем временем боги пошли к Камадеве - индуистскому богу желания, эротической любви, влечения и привязанности и просят его породить в Шиве желание к Парвати. Они делали это из-за асуры по имени Таркасур, который получил дар быть убитым только сыном Шивы. Кама достигает Шивы и выпускает стрелу желания. Шива открывает свой третий глаз во лбу и сжигает Каму дотла. Парвати не теряет надежды и решимости убедить Шиву. Она начинает жить в горах, как Шива, заниматься той же деятельностью, что и Шива, аскетизмом, йогой и тапасом - именно этот аспект Парвати считается богиней Брахмачарини. Её аскетические занятия привлекают внимание Шивы и пробуждают его интерес. Он приходит к ней под видом брахмана, пытаясь обескуражить её, рассказывая ей о слабостях Шивы и бессмысленности поклоняться ему. Парвати отказывается слушать и настаивает на своей решимости. Через некоторое время демон по имени Пракандасура приходит к Парвати с миллионом асуров. Парвати была на последнем этапе завершения тапаса. Следовательно, она не может позволить своему тапасу выйти из-под контроля, но демон нападает. Увидев Парвати, Лакшми и Сарасвати решили ей помочь. Лакшми и Сарасвати защищали Деви Парвати, но демонов было так много, что они не могли справиться. После многодневной борьбы вода в Камандалу поднялась, и все демоны смываются наводнением, вызванным высоким уровнем воды. Теперь армии Прачандасура сражены, а Парвати приоткрывает глаза, из них вырывается огонь, который сжигает демона дотла. Все во вселенной были впечатлены таким могуществом Парвати. Шива наконец принимает её, и они женятся. Обитель Брахмачарини находится в Свадхистана-чакре. Брахмачарини означает холостяцкую жизнь, а белый цвет символизирует чистоту.

## Молитвы
Мантра Брахмачарини:
ॐ देवी ब्रह्मचारिण्यै नम:
Ом Деви Брахмачариньяи Намах

Пратхана или молитва:
दधाना करपद्माभ्यामक्षमालाकमण्डलू।
देवी प्रसीदतु मयि ब्रह्मचारिण्यनुत्तमा॥
या देवी सर्वभू‍तेषु माँ ब्रह्मचारिणी रूपेण संस्थिता।
नमस्तस्यै नमस्तस्यै नमस्तस्यै नमो नमः॥

Дадханакара Падмабхьям акшамала камандалам।
Деви прасидатху майи брахмачаринья нуттхама॥
Я Деви Сарвабхутешу Маа Брахмачарини Рупена Самстхита।

 Намастасьяи Намастасьяи Намастасьяи Намо Намах॥

## Храмы
- Маа Брахмачарини Деви Дурга Мандир находится по адресу Панчганга Гхат, Гаси Тола, Варанаси, Уттар-Прадеш, 221001.

## Фестиваль
Богине Брахмачарини поклоняются во второй день Наваратри.